# Chen Sho Fa
Chen Sho Fa (chiń. 陈孝发; pinyin Chén Xiàofā; ur. 1928 w Chinach, zm. 5 września 2015 w Singapurze) – singapurski koszykarz pochodzenia chińskiego, olimpijczyk.

## Życiorys
W 1947 roku opuścił studia, aby dołączyć do drużyny narodowej w koszykówce. Występował w niej do 1957 roku, uczestnicząc m.in. w Igrzyskach Azjatyckich 1954. W 1956 roku wystąpił wraz z drużyną na igrzyskach olimpijskich w Melbourne. Zagrał we wszystkich siedmiu spotkaniach, które reprezentacja rozegrała na tym turnieju. Chen zdobył w nich łącznie piętnaście punktów, w tym sześć w meczu przeciw Francji, cztery przeciwko ZSRR, trzy przeciw Australii, a także dwa punkty w spotkaniu z Tajwanem. Singapurczycy zajęli ostatecznie 13. miejsce wśród 15 zespołów.
Ostatecznie ukończył studia, zostając inżynierem. Założył firmę Oriental Structural Company Civil Engineers & Contractors, która odpowiadała m.in. za projekt niefunkcjonującego już budynku Teatru Narodowego. Jego firma wybudowała także skrzydło naukowe na Uniwersytecie Singapuru. Poza tym zajmował się sprzedażą jedzenia w puszkach i własnoręcznie wyhodowanych grzybów. Handlował także produktami do pielęgnacji włosów.
W 1978 roku Chen powrócił do Chin, by do 2011 roku opiekować się swoimi rodzicami. Tam ożenił się z córką właściciela firmy budowlanej, z którą miał czworo dzieci. W 2011 roku powrócił do Singapuru, gdzie osiadł w domu starców imienia św. Jana.